# Piesting
Die Piesting ist ein Fluss im südlichen Niederösterreich. Das Tal westlich der Thermenlinie in den Gutensteiner Alpen bezeichnet man als Piestingtal.

## Etymologie
Erstmals schriftlich erwähnt wurde der Fluss im Jahr 1020 als Pistnicha. Der Name leitet sich vom slawischen *Pěsъčьnika „Sandbach“ ab.

## Landschaft und Lauf
Die Piesting entspringt nördlich vom Schneeberg und trägt alternativ den eigentlich unzutreffenden Namen Kalter Gang (siehe unten). Diese Bezeichnung ist bereits in der Josephinischen Landesaufnahme sowie im Franziszeischen Kataster zu lesen. Eine frühere Bezeichnung für den Oberlauf lautet Klosterbach.
Nach Durchqueren des Klostertals kommt es im Ortsgebiet von Gutenstein zum Zusammenfluss mit der in den zentralen Gutensteiner Alpen entspringenden Steinapiesting und der Längapiesting, die am Gobenzsattel nordwestlich der Dürren Wand entsteht.
In Pernitz mündet der Myrabach in die Piesting. Zwischen der Hohen Mandling (967 m) im Norden und dem Großen Kitzberg (771 m) im Süden durchbricht die Piesting die Quarb, eine felsige Talenge, und fließt weiter ostwärts durch Markt Piesting und Wöllersdorf ins Wiener Becken, genauer ins Steinfeld, das zum Teil aus dem von der Piesting selbst geschütteten Wöllersdorfer Schotterfächer besteht. In der Feuchten Ebene bei Gramatneusiedl mündet die Piesting in die Fischa.

## Hydrographie
Die mittlere Wasserführung beim Pegel Oed beträgt etwa 2,7 m³/s, beim Pegel Wöllersdorf 3,3 m³/s. Bei den letzten großen Hochwasserereignissen wurden beim Pegel Oed 88 m³/s (7. Juni 2002) bzw. 78 m³/s (8. Juli 1997) gemessen.
Früher vermutete man, dass bei Ebreichsdorf ein Teil des Piestingwassers unterirdisch in den Kalten Gang fließt, welcher in die Schwechat mündet. Neueren Untersuchungen zufolge ist der Kalte Gang aber ein eigenständiger Grundwasserfluss, der außer bei extremen Piesting-Hochwässern nicht von derselben gespeist wird. Fälschlicherweise blieb die Bezeichnung Kalter Gang in amtlichen Kartenwerken für den Ober- und Mittellauf bis Ebreichsdorf oder zumindest den Oberlauf bis Gutenstein erhalten.
Bei Wöllersdorf wird über den Tirolerbach Piestingwasser zur künstlichen Bewässerung entnommen.

## Verkehr
Durch das Piestingtal führen die Gutensteiner Straße B21, die Gutensteinerbahn und der Biedermeier-Radweg.